# Río Picacho
El río Picacho es un curso natural de agua que nace en las laderas norte de la divisoria de las aguas con el río Aysén y drena el área sur de la cuenca del río Cisnes en la Región de Aysén hasta desembocar en el río Cisnes.

## Trayecto
El río Picacho nace en longitud-72.35129190556934 latitud-44.77496698964048 recibe su primer afluente, el río Cobarte en Los Leones, Villa Manihuales, Aysén.
En sus 50 km de trayecto el río Picacho atraviesa primero la laguna Escondida (Picacho) y luego el lago Copa. También recibe las aguas del lago Presidente Roosevelt. Desemboca en el río Cisnes 7,3 km antes de su desembocadura canal Puyuguapi del océano Pacífico.

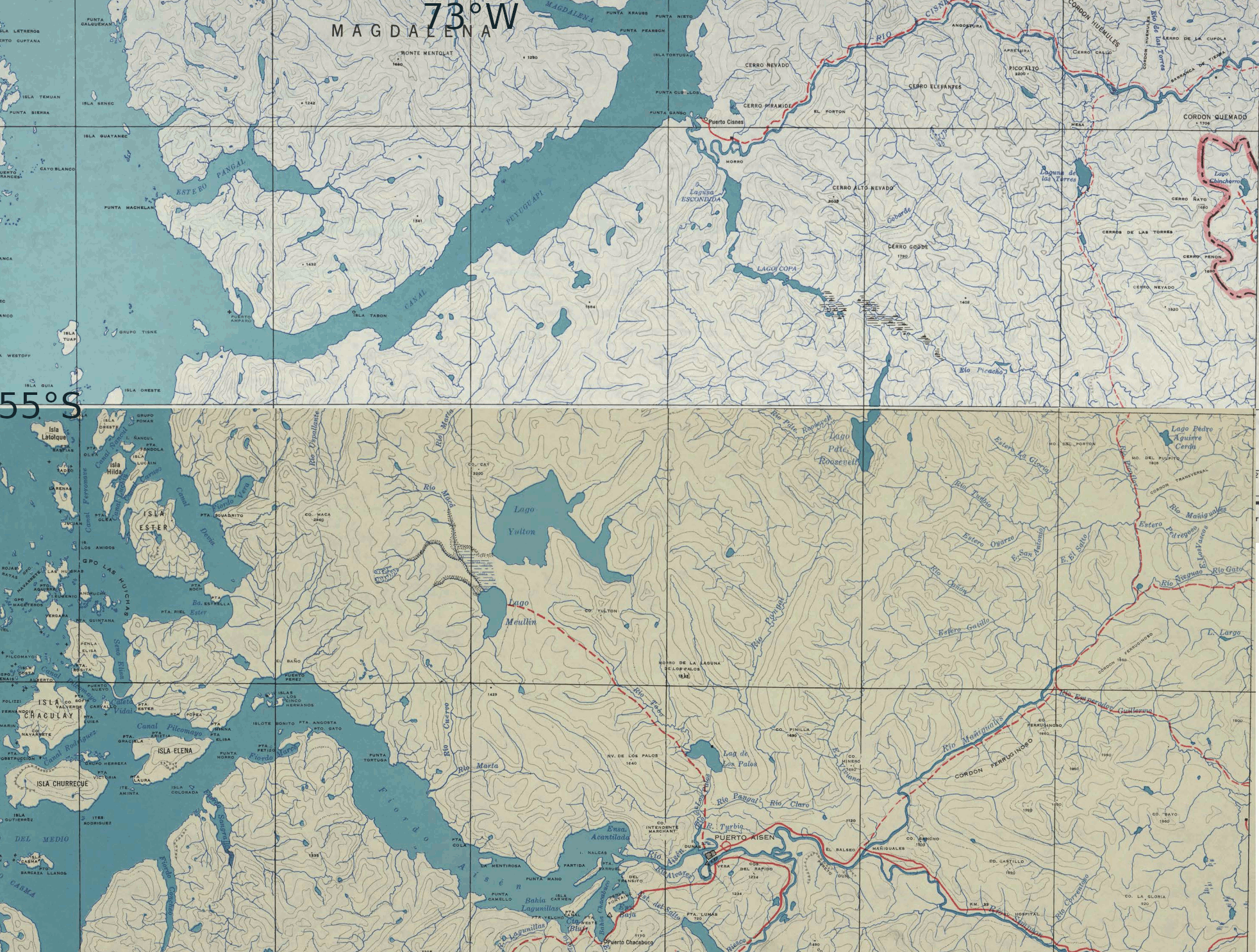
Interfluvio inferior entre el río Cisnes y el río Aysén.